# Galbally (County Limerick)
Galbally (irisch An Gallbhaile, (Stadt der Fremden)) ist ein kleiner Ort mit 269 Einwohnern (Stand 2022) im irischen County Limerick in der Provinz Munster.

## Lage und Verkehrsanbindung
Galbally liegt am äußersten nordöstlichen Rand des Countys. Die nächsten größeren Orte sind Tipperary im gleichnamigen County (ca. 15 km nordöstlich) sowie Mitchelstown im County Cork (ca. 15 km südlich). Die Regionalstraßen R 683 nach Tipperary, R 663 nach Westen sowie R 682 nach Süden führen durch den Ort.
Die nächste größere Bahnstation ist der Bahnhof Limerick Junction mit Zügen nach Cork, in das County Kerry, nach Limerick sowie Dublin. Er liegt 5 km westlich von Tipperary. Außerdem gibt es in Tipperary noch einen Bahnhof der Linie Limerick Junction nach Waterford.
An das Busnetz ist Galbally nur mangelhaft angeschlossen.
Das Glen of Aherlow (zwischen den Galtee Mountains und dem Höhenzug Slievenamuck) beginnt östlich von Galbally.

## Sehenswürdigkeiten
- Das Passage Tomb von Duntryleague liegt auf einem Hügel 3 km westlich des Ortes.

- Gleich außerhalb des Ortes befindet sich Moor Abbey, die Ruine eines Franziskanerklosters aus dem 13. Jahrhundert.

## Sonstiges
Galbally war 1994 Gesamtsieger der irischen Tidy Towns Competition.